# لويد كروسلي
لويد كروسلي (بالإنجليزية: Lloyd Crossley)‏ هو قسيس نيوزيلندي، ولد في 30 أبريل 1860، وتوفي في 3 مارس 1926 في لندن في المملكة المتحدة.